# Gogolin
Gogolin es un pueblo ubicado en el Powiat de Krapkowicki, Voivodato de Opole, en el sur de Polonia occidental. Es la cabecera (distrito administrativo) de la Gmina homónima. Se encuentra ubicada a unos 25 km al sur de Opole, su capital regional. La gmina Gogolin fue declarada como comuna bilingüe de alemán, al contar con una importante minoría de alemanes étnicos germanoparlantes de nacionalidad polaca originarios de la región histórica de Alta Silesia. 

## Historia
El registro más antiguo que se tiene del poblado es de una mención que se le hace en polaco antiguo como Gogolono, en un documento del Arzobispo de Breslavia datado en 1223. En aquella época, era regido por el ducado de la dinastía de los Piastas durante el periodo de la fragmentación ducal. Posteriormente pasó a formar parte del Reino de Bohemia como parte del Sacro Imperio Romano Germánico y luego de su sucesor, el Imperio austríaco regido por los Habsburgo, hasta que fue traspasado como territorio del Imperio alemán en 1871. Administrativamente, Gogolin formó parte de la Provincia de Silesia dentro del Reino de Prusia desde 1815 hasta 1919, para luego integrar la Provincia de Alta Silesia hasta el término de la Segunda Guerra Mundial. 
Como parte de los levantamientos de Silesia ocurrieron fuertes enfrentamientos en la comuna. Durante el plebiscito celebrado en Alta Silesia en 1921, Gogolin decidió por 1.262 votos a favor de permanecer en Alemania en la República de Weimar, contra 955 votos de reintegrarse a la recién fundada Segunda República polaca. En aquella época, dentro de la comunidad alemana de Gogolin cohabitaba de manera pacífica una importante comunidad de judeoalemanes, quienes llegaron a habitar la zona tras un edicto del Rey Federico Guillermo III de Prusia emitido en 1812, que le otorgaba plena ciudadanía y derechos a los judíos en los territorios prusianos. Durante el siglo XVIII, comenzó la extracción de piedra caliza en los alrededores de Gogolin, convirtiéndose en la principal actividad minera comunal. 
La Conferencia de Potsdam celebrada en 1945 definió la línea Oder-Neisse como la frontera entre Polonia y la recién formada Alemania Oriental, quedando pendiente una conferencia de paz con Alemania que nunca tuvo lugar, por lo que Gogolin pasó a formar parte de los antiguos territorios orientales de Alemania, al ser reintegrada completamente a Polonia.

## Galería

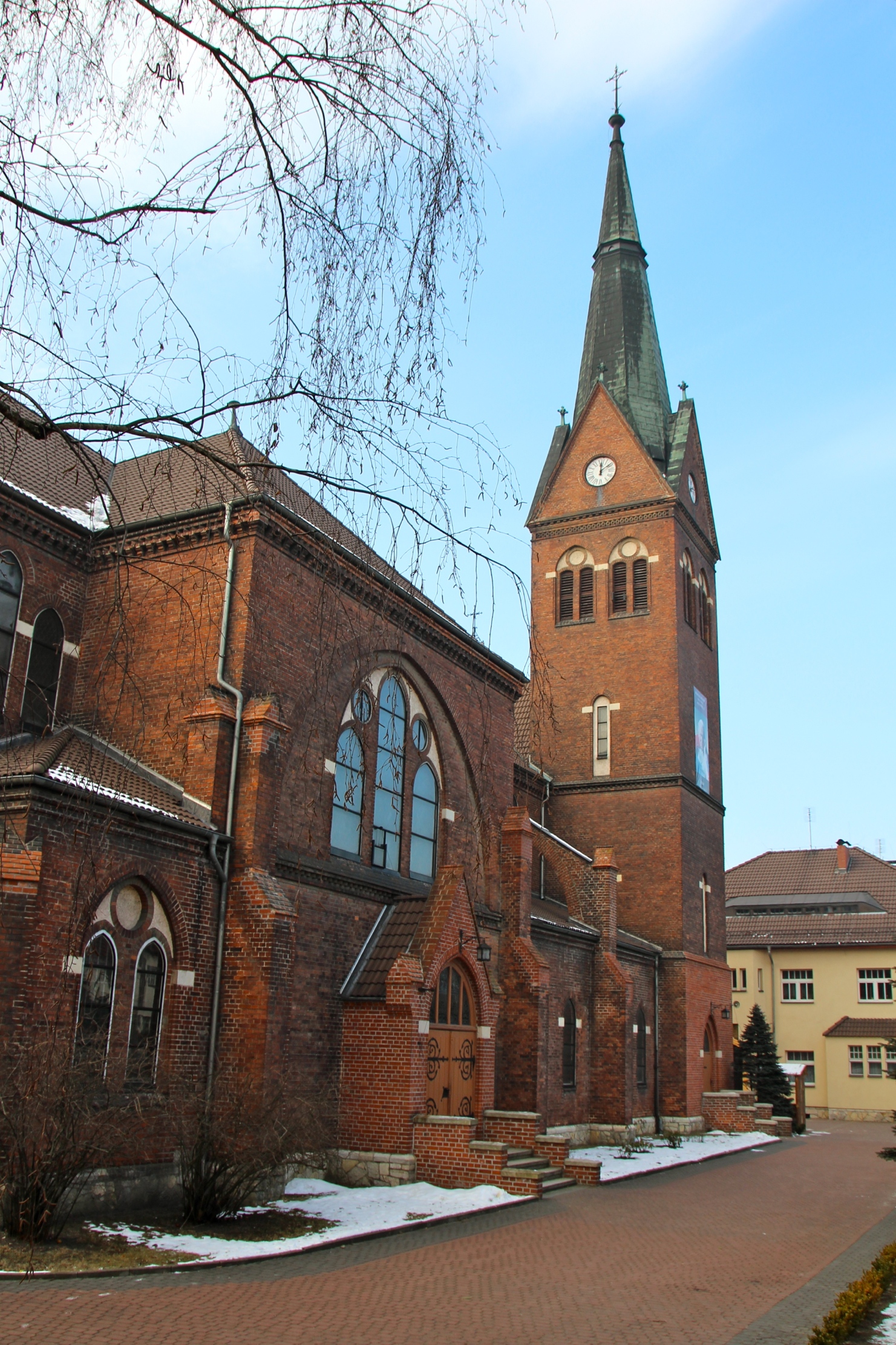
Iglesia católica del Sagrado Corazón de Jesús
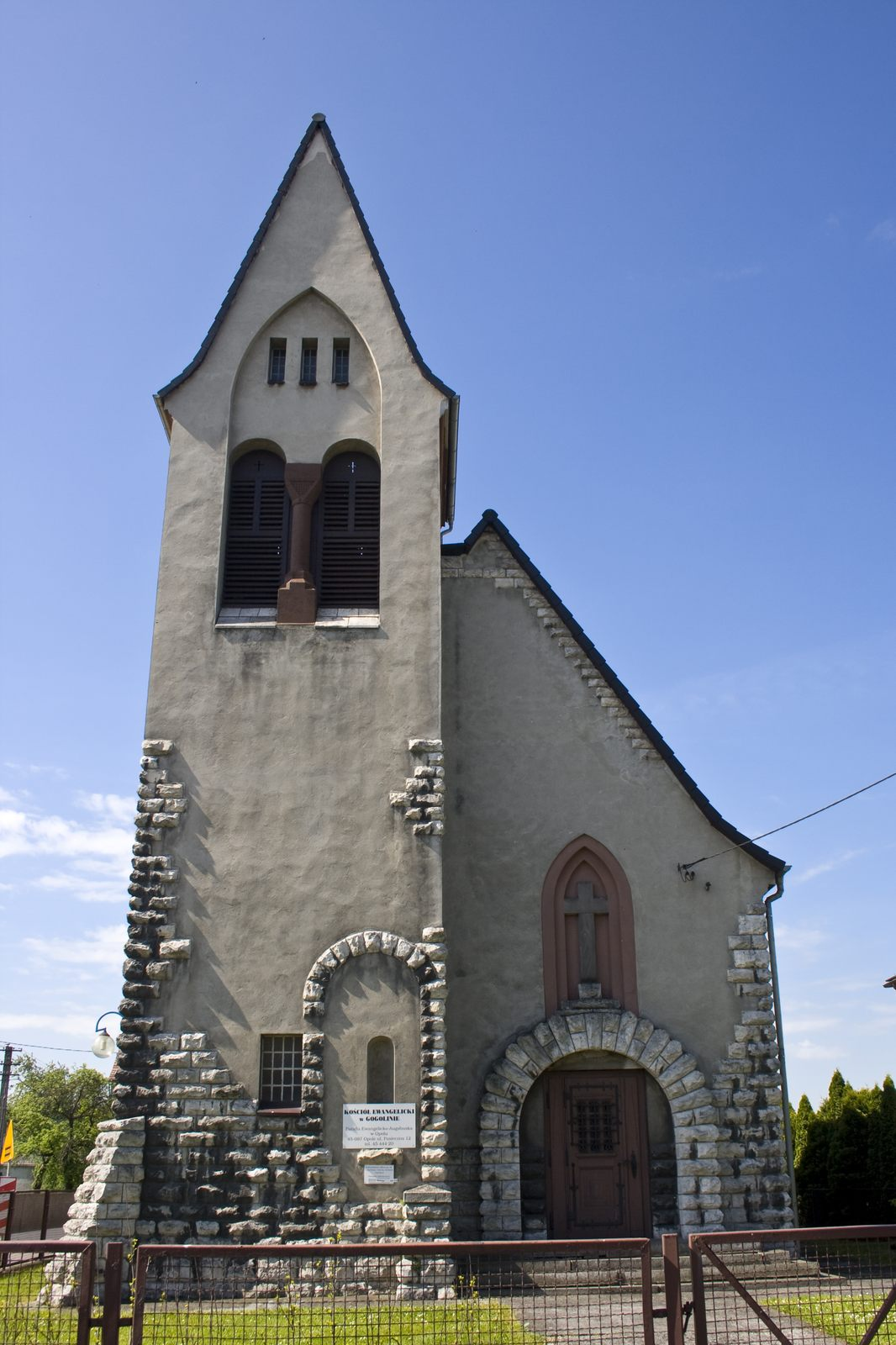
Iglesia evangélica luterana
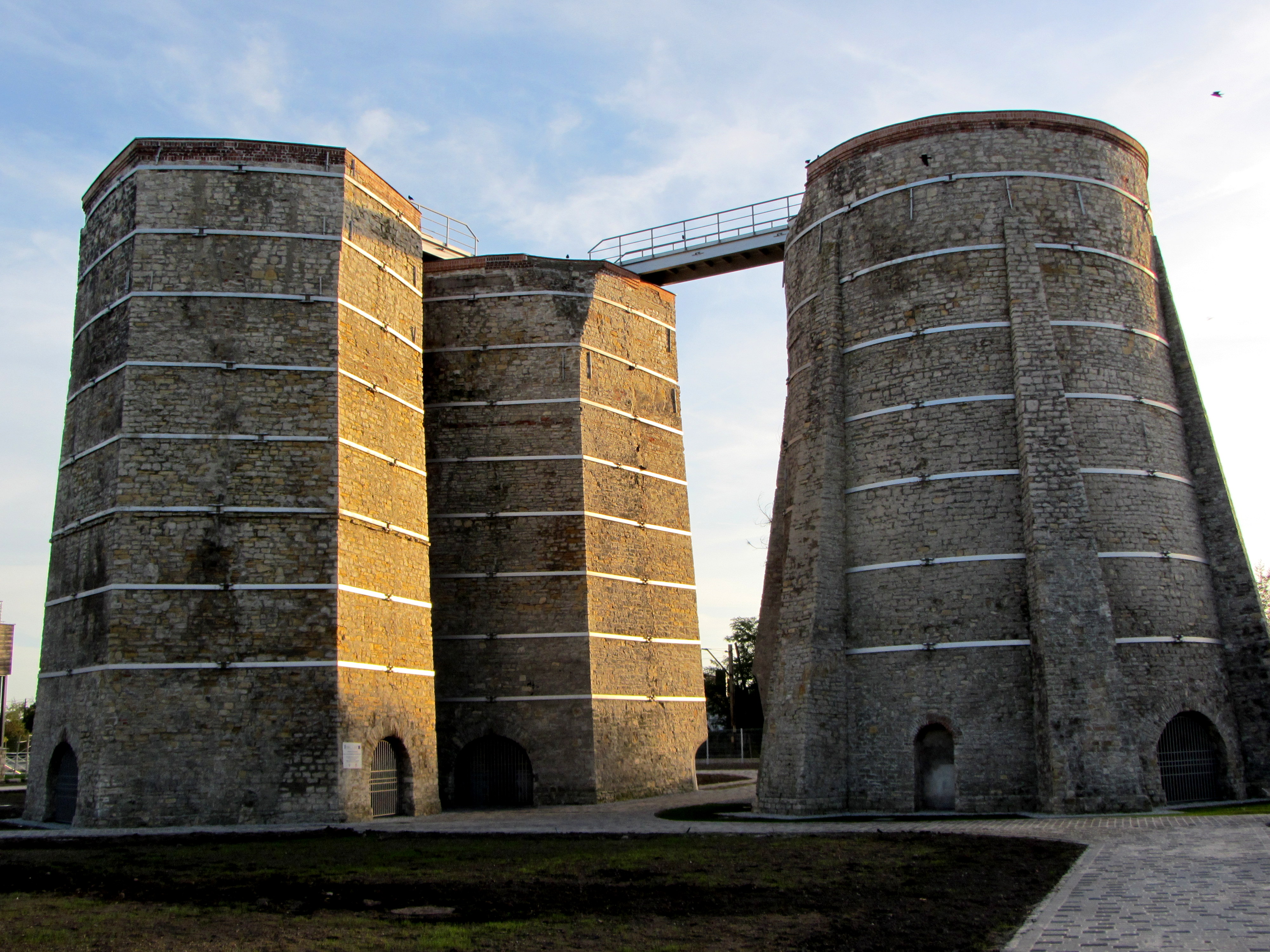
Hornos de piedra caliza, una de las principales actividades mineras de la comuna
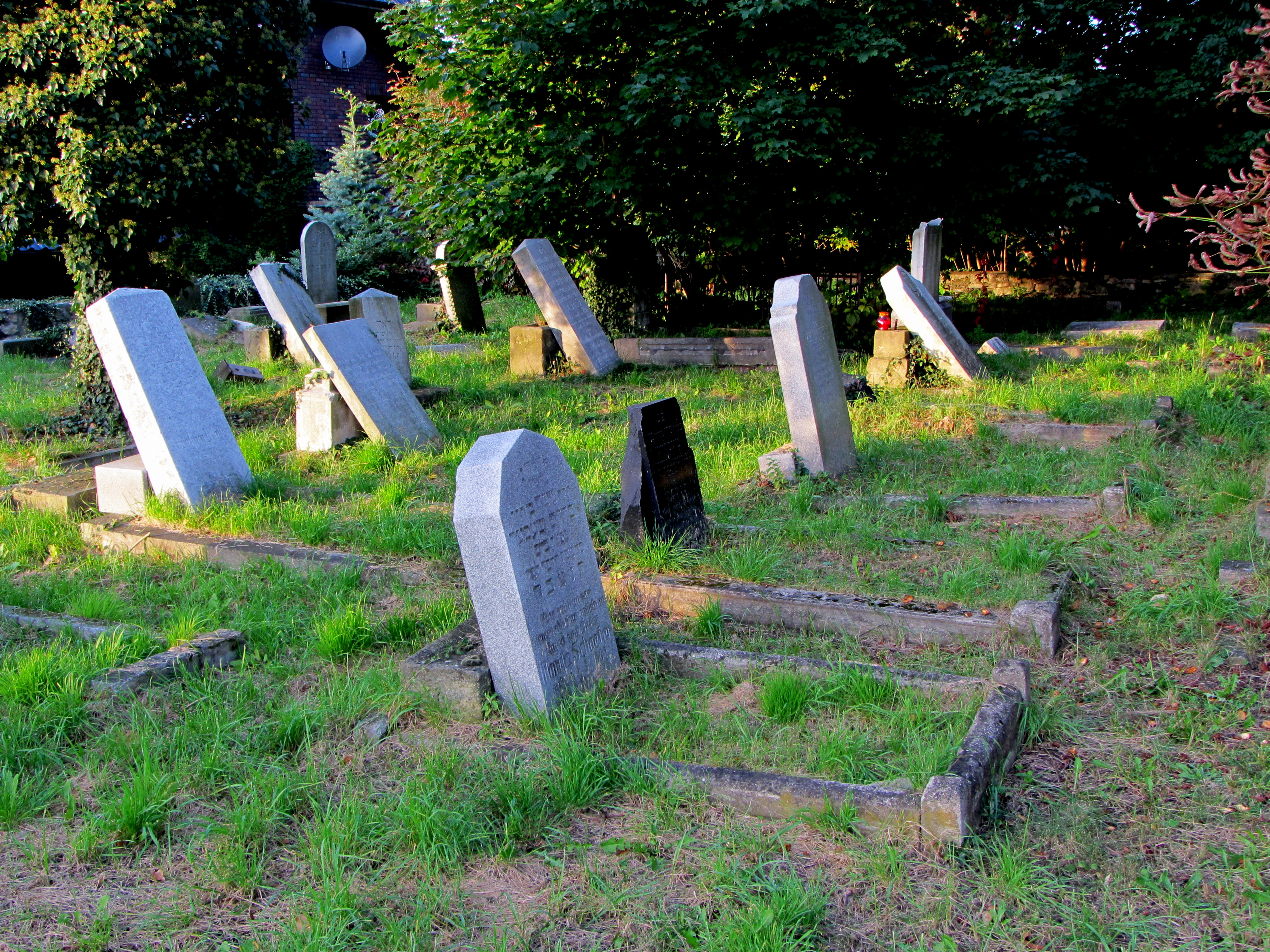
Cementerio judío de Gogolin, declarado Monumento de Patrimonio Cultural
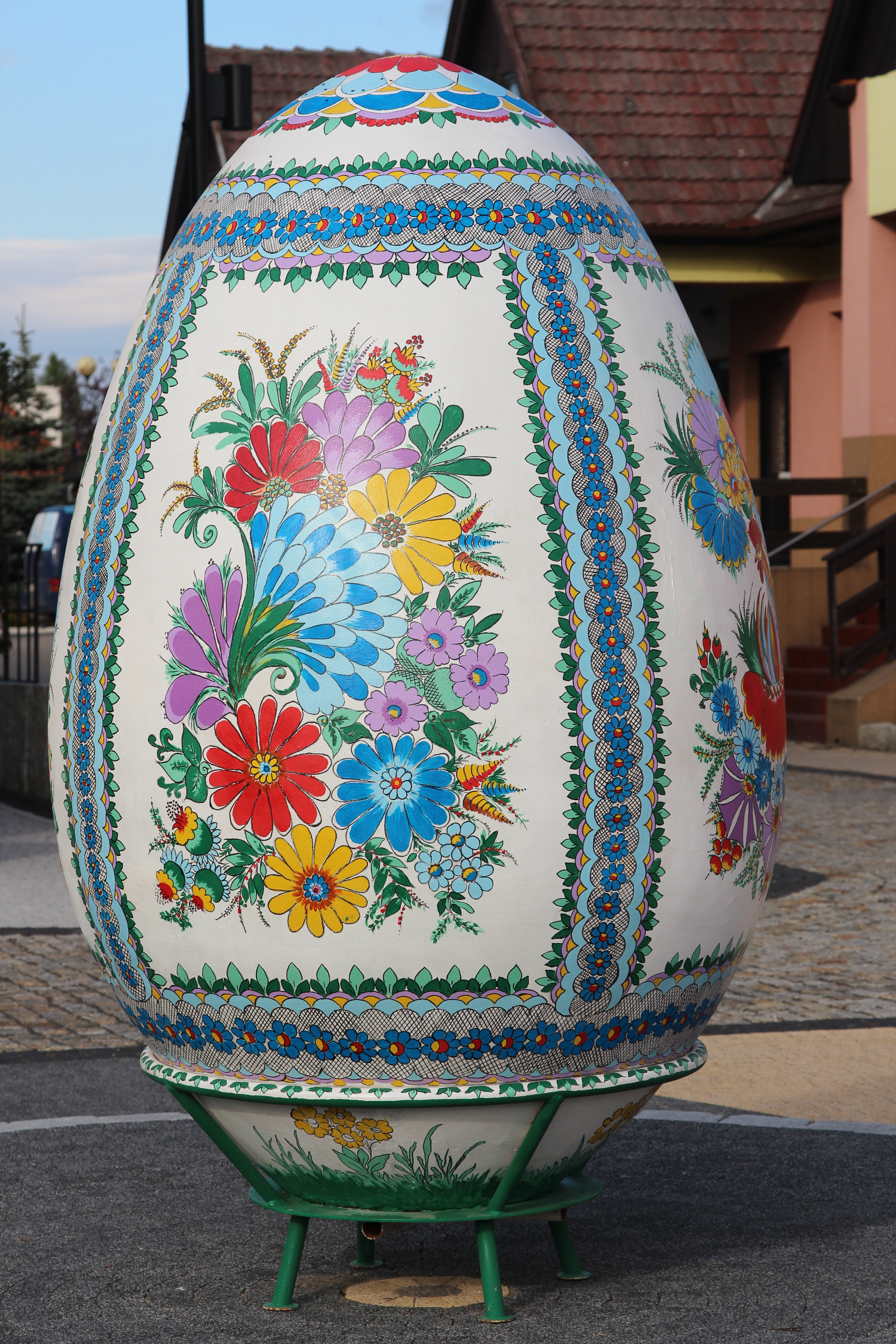
Escultura de huevo de Pascua cercana a la estación de trenes